# 会いたくて 会いたくて
「会いたくて 会いたくて」（あいたくて あいたくて）は、西野カナの楽曲である。2010年5月19日にSME Recordsから10枚目のシングルとして発売された。

## 概要
前作『Best Friend』から約3か月ぶりのシングル。
初回限定仕様にはプリシールが封入され、初回限定ジャケットとなっている。
オリコンチャートでは、自己最高位の2位を獲得し、発売時点でのシングルの売り上げ記録を更新した（現在、売り上げそのものは5か月半後にリリースされた『君って』に続き2番目だが、オリコンチャートの最高位と登場回数の記録は現在もこの作品が保持している）。着うた、着うたフルでは配信から3か月で100万DLを突破した。特に着うたフル配信3か月でのミリオンは、GReeeeNの『キセキ』の1か月で100万、『愛唄』の3か月で100万に次ぐ歴代2位の速さのミリオン突破となった。また、同年の着うたフル有料音楽配信チャート年間1位に認定された。
本楽曲は冒頭とサビ部分において「会いたくて 会いたくて 震える」のフレーズが用いられている。これをマイナビニュースでは「『心に飛び込みやすい馴染みのある言葉』を使用する、西野カナの歌詞の特徴のひとつ」と評価しているほか、本楽曲のヒットを以って女子SPA!では「西野カナは『会いたくて震える』界のパイオニア」、AOLニュースでは「『会いたくて 震える』というキラーワードを生み出し揺ぎ無いブランドを生み出した」などとして報じている。CDジャーナルのミニレビューでは「リアルに傷ついた心をそのまま歌詞に反映させ、痛いほどの苦しい歌詞を、ピアノやストリングスをエッセンスとして取り入れた繊細なサウンドで彩った」と評価している。
なお、西野本人の恋愛観はこの曲とは対照的である旨がインタビューで述べられている。

## 収録曲
| #         | タイトル                  | 作詞                          | 作曲                                     | 編曲               | 時間  |
| --------- | ------------------------- | ----------------------------- | ---------------------------------------- | ------------------ | ----- |
| 1.        | 「会いたくて 会いたくて」 | Kana Nishino GIORGIO13        | GIORGIO CANCEMI                          | GIORGIO CANCEMI    | 4:42  |
| 2.        | 「LOVE IS BLIND」         | Kana Nishino                  | HIRO(Digz,inc)                           | HIRO(Digz,inc)     | 3:55  |
| 3.        | 「Grab Bag」              | Kana Nishino Sachiyo Matsuoka | DJ Mass(VIVID Neon*) EXXXIT Kana Nishino | VIVID Neon* EXXXIT | 3:16  |
| 合計時間: | 合計時間:                 | 合計時間:                     | 合計時間:                                | 合計時間:          | 11:53 |

## タイアップ
| 曲名                  | タイアップ                                             |
| --------------------- | ------------------------------------------------------ |
| 会いたくて 会いたくて | ジェムケリー TV-CFソング                               |
| LOVE IS BLIND         | イオン「2010 Yukata & Mizugi キャンペーン」TV-CFソング |

## 収録アルバム
会いたくて 会いたくて
- to LOVE
- Love Collection 〜mint〜
- ALL TIME BEST 〜Love Collection 15th Anniversary〜

LOVE IS BLIND
- Secret Collection 〜GREEN〜